# Puerto Rico (kommun i Colombia, Meta)
Puerto Rico är en kommun i Colombia.   Den ligger i departementet Meta, i den centrala delen av landet, 230 km sydost om huvudstaden Bogotá. Antalet invånare är 17 368.